# Erik Baumann
Erik Eugén Baumann, född 30 oktober 1889 i Vimmerby, död 25 januari 1955 i Boo, var en svensk kompositör och musiker (pianist).
Baumann tog organistexamen vid Kungliga musikhögskolan 1911 och arbetade senare som stumfilmspianist vid Fyrisbiografen i Uppsala. Han spelade även i SF:s biograforkester innan han 1932 blev han musikchef vid Europafilm och skrev musik till mer än 60 av deras filmer.
Erik Baumann är begravd på Boo kyrkogård. Han var bror till filmregissören Schamyl Bauman.

## Filmografi
Filmmusik
- 1932 – Söderkåkar
- 1932 – Muntra musikanter
- 1933 – Luftens Vagabond
- 1933 – Lördagskvällar
- 1933 – Fridolf i lejonkulan
- 1933 – Hemliga Svensson
- 1933 – Halta Lena och vindögde Per
- 1934 – Flickorna från Gamla stan
- 1934 – Hon eller ingen
- 1934 – Kvinnorna kring Larsson
- 1935 – Flickor på fabrik
- 1935 – I Gösta Berlings land
- 1935 – Larsson i andra giftet
- 1935 – Skärgårdsflirt
- 1935 – Slalom
- 1935 – Tjocka släkten
- 1936 – Familjen som var en karusell
- 1936 – Kvartetten som sprängdes
- 1936 – Raggen – det är jag det
- 1936 – Söder om landsvägen
- 1936 – Våran pojke
- 1937 – Ett sommarkåseri om Norrköping
- 1937 – Odygdens belöning
- 1937 – Skicka hem n:r 7
- 1937 – Än leva de gamla gudar
- 1938 – Baldevins bröllop
- 1938 – Du gamla du fria
- 1938 – I nöd och lust
- 1938 – Sol över Sverige
- 1938 – Storm över skären
- 1939 – Frun tillhanda
- 1939 – Skanör-Falsterbo
- 1939 – Spöke till salu
- 1939 – Vi på Solgläntan
- 1940 – Frestelse
- 1940 – Hanna i societén
- 1940 – Hennes melodi
- 1940 – ... som en tjuv om natten
- 1941 – Arbetsblocket Sverige
- 1941 – Din tillvaros land
- 1941 – Lasse-Maja
- 1941 – Så tuktas en äkta man
- 1941 – Ung dam med tur
- 1942 – En äventyrare
- 1942 – Fallet Ingegerd Bremssen
- 1942 – Vi hemslavinnor
- 1942 – Vårt goda bröd
- 1943 – Det går som en dans
- 1943 – En flicka för mej
- 1943 – När ungdomen vaknar
- 1944 – Hemsöborna
- 1944 – Landsbygdens framtid
- 1944 – Skeppar Jansson
- 1944 – Vår Herre luggar Johansson
- 1945 – Ett fiskafänge i kemi
- 1945 – Idel ädel adel
- 1945 – Änkeman Jarl
- 1946 – Barbacka
- 1946 – Det glada kalaset
- 1946 – Möte i natten
- 1946 – På biblisk mark
- 1946 – Staden i söder
- 1947 – Bröllopsnatten
- 1947 – En fluga gör ingen sommar
- 1947 – Får jag lov, magistern!
- 1947 – Vår vackra höst
- 1948 – Glada paraden
- 1948 – Janne Vängmans bravader
- 1948 – Stockholm i alla väder
- 1948 – Var sin väg
- 1949 – Boman får snurren
- 1949 – Huset nr 17
- 1949 – I hjärtat av järnbärarland
- 1949 – Janne Vängman på nya äventyr
- 1950 – Med folket för fosterlandet
- 1950 – Pimpernel Svensson
- 1950 – Regementets ros
- 1950 – Restaurant Intim
- 1952 – Janne Vängman i farten
- 1954 – Brudar och bollar eller Snurren i Neapel
- 1954 – En natt på Glimmingehus

Roller
- 1930 – För hennes skull
- 1933 – Den farliga leken